# Паутова, Елена Осиповна
Елена Осиповна Паутова (род. 22 января 1986 года в Адлере) — российская легкоатлетка. Двукратная чемпионка летних Паралимпийских игр (2004, 2012) на дистанции 1500 метров. Многократная чемпионка мира и России. Заслуженный мастер спорта России.

## Биография
Елена Паутова родилась 22 января 1986 года в городе Адлере, Краснодарского края. Легкой атлетикой начала заниматься в 2001 году в Армавирской школе-интернате для слепых и слабовидящих детей, под руководством тренера, Маренича Владимира Васильевича. В 2001 году переехала в г. Уфу, где окончила школу-интернат № 5 спортивного профиля, а затем — Башкирский институт физической культуры по специальности «Физическая культура». В настоящее время тренируется под руководством заслуженного тренера РСФСР Петра Захаровича Буйлова.

## Спортивная карьера
Нет информации

## Награды
- Орден Почёта (10 сентября 2012 года) — за большой вклад в развитие физической культуры и спорта, высокие спортивные достижения на XIV Паралимпийских летних играх 2012 года в городе Лондоне (Великобритания)[3].
- Орден Дружбы (10 августа 2006 года) — за большой вклад в развитие физической культуры и спорта, высокие спортивные достижения на XII Паралимпийских летних играх 2004 года в городе Афинах (Греция)[4].
- Медаль ордена «За заслуги перед Отечеством» II степени (30 сентября 2009 года) — за большой вклад в развитие физической культуры и спорта, высокие спортивные достижения на XIII Паралимпийских летних играх 2008 года в городе Пекине (Китай)[5].
- Почётная грамота Президента Российской Федерации (19 сентября 2016 года) — за большой вклад в развитие физической культуры и спорта, высокие спортивные достижения.[6].